# Гетероатом

Піридин — гетероциклічна сполука, а гетероатом — азот.

Ге́тероа́том (від дав.-гр. heteros — інший) — це будь-який атом в органічній сполуці, що не є вуглецем чи воднем.
Вживання терміна ґрунтується на тому, що органічна сполука за визначенням має містити хоча б один зв'язок C—H, а атоми інших елементів, відповідно, можна вважати «іншими», «додатковими». Термін зазвичай застосовується у більш вузькому значенні, коли гетероатом заміщає вуглець в основному ланцюзі. Типовими гетероатомами є кисень, азот, сірка та фосфор.
Сполуки з гетероатомами (за винятком сполук сольової природи з лужними та лужноземельними металами) часто об'єднують загальним терміном елементоорганічних сполук. Крім того, поширеним є поняття про хімію гетероциклічних сполук.
У біохімії (зокрема в банку даних білків) також зустрічається інше використання цього терміна, а саме для позначення атома, який належить до молекули-кофактора, а не до основного полімерного ланцюга.